# Richie Powell
Richie Powell (5. září 1931 New York City, New York, USA – 26. června 1956 Bedford, Pensylvánie, USA) byl americký jazzový klavírista, mladší bratr klavíristy Buda Powella. V letech 1951–1952 hrál v kapele saxofonisty Paula Williamse, následně do roku 1954 u Johnnyho Hodgese a později až do své smrti hrál v kapele spolu s trumpetistou Cliffordem Brownem a bubeníkem Maxem Roachem.
Zemřel ve svých pětadvaceti letech při autohavárii. Ve stejném automobilu byl i Clifford Brown, který rovněž zahynul.